# Tatort: Große Liebe
Große Liebe ist eine Folge der deutschen Fernsehkrimireihe Tatort aus dem Jahr 2003. Der Film des Südwestrundfunks von Regisseur Manuel Siebenmann mit Ulrike Folkerts und Andreas Hoppe als Ermittler Odenthal und Kopper aus Ludwigshafen wurde am Sonntag, 22. Februar 2004, erstmals im Ersten ausgestrahlt.

## Handlung
Während für den Chef der Polizei in Ludwigshafen eine Überraschungsparty anlässlich seines 60. Geburtstages gefeiert wird, fährt ein schwarzer Geldtransporter durch das Hafengebiet, am Steuer sitzt der mit Blut verschmierte Wachmann Hannes Buck. Auf dem Beifahrersitz liegt dessen toter Kollege, Wachmann Günther Lehmann. Die Polizei wird gerufen und Lena und Mario erscheinen am Einsatzort. Im Werttransporter der Firma Bauer (WTB) waren 1,2 Mio. Euro, die nun verschwunden sind. Kriminaltechniker Peter Becker stellt fest, dass der Wachmann Lehmann mit einer Desert Eagle durch drei Schüsse in den Rücken getötet wurde, einer Pistolenmarke, die von der Wachfirma selbst benutzt wird. Die Türen des Geldtransporters wurden mit Nitroglyzerin gekonnt aufgesprengt.
Die WTB wird seit einigen Jahren von Sybille Bauer geleitet und ist derzeit finanziell sehr angeschlagen. Die Chefin lässt Hannes Buck ins Büro der WTB holen und befragt ihn zu den Ereignissen, doch er kann sich nicht erinnern. So wird er beurlaubt, bis die Umstände des Überfalls geklärt sind. Sybille Bauer engagiert eine Privatdetektei, um eigene Ermittlungen anzustellen. Privatdetektiv Winfried Poller, ein ehemaliger Kollege von Mario Kopper, übernimmt den Fall.
Auf dem Revier wird Hannes nochmals befragt und so langsam kann er sich wieder erinnern. Demnach blockierte ein LKW die Straße und zwei maskierte Personen stürmten den Geldtransporter. Einer der Täter erschoss Lehmann und Hannes selbst konnte sich bewusstlos stellen. Er sah, wie die beiden Täter kurz miteinander stritten und erkannte an der Kleidung das WTB-Logo. In einem unbeobachteten Moment konnte er dann mit dem Transporter fliehen.
Lena ermittelt, dass Hannes’ Ehefrau Greta an Krebs leidet und wohl nicht mehr lange zu leben hat, nur noch mit einer sehr teuren Operation hätte sie eine Chance zu überleben. Einige seiner Kollegen sind daher der Überzeugung, dass Hannes mit dem Überfall zu tun haben muss. So lauert ihm sein Kollege Lacher auf und bedroht ihn, er solle das Geld herausrücken, doch Privatdetektiv Winfried Poller kommt dazwischen, Hannes und Poller können fliehen. Am nächsten Morgen wird Poller erschossen in seinem Arbeitszimmer aufgefunden und zwar mit derselben Waffe, mit der auch Lehmann erschossen wurde. In der Sicherheitsfirma fehlt die Pistole von Harald Schmiedinger, dem Leiter der Wachmänner. Er behauptet, dass Kollege Lacher diese gestohlen haben muss, worauf nach diesem gefahndet wird. In seiner Wohnung finden sich tatsächlich Bestandteile für Nitroglyzerin-Sprengsätze.
Hannes gesteht seiner Frau, dass die Räuber keine Zeit mehr hatten, das Geld an sich zu nehmen. Er selbst hat das Geld genommen und versteckt. Er wolle seiner Frau damit eine teure Behandlung ermöglichen. Eine solche Vermutung hat auch Harald Schmiedinger. Er gesteht Hannes, dass er zusammen mit Lacher den Überfall geplant und durchgeführt hat, aber niemand zu Schaden kommen sollte. Lacher sei zu weit gegangen. Hannes solle aber das Geld herausgeben, sonst passiere seiner Familie etwas. So fährt er mit Schmiedinger zu dem Versteck des Geldes, dem Getreidespeicher am Hafen. Doch auch Lena und Kopper sind auf der Suche nach Hannes und machen sich auf den Weg zum Hafen, da sie ihn dort vermuten. Im Speicher suchen bereits Schmiedinger und Hannes nach dem Versteck. Lacher kommt hinzu und erschießt Schmiedinger. Die Schüsse machen Lena und Kopper aufmerksam und führen sie zu dem Getroffenen. Im Sterben liegend gesteht er die Tat und dass Lacher Lehmann erschossen habe. Nach einem Schusswechsel kann Lacher am Ende überwältigt werden.

## Hintergrund
Drehorte waren unter anderem Ludwigshafen, Mannheim und Baden-Baden. Die Firma Bauer Werttransporte ist fiktiv. Die Darsteller der drei Buck-Kinder sind wirklich Geschwister.

### Einschaltquoten
Die Erstausstrahlung von Große Liebe am 22. Februar 2004 wurde in Deutschland insgesamt von 8,09 Millionen Zuschauern gesehen und erreichte einen Marktanteil von 22 % für Das Erste.